# Протяжка (процесс)
Не следует путать с протягиванием
Протя́жка (также кузнечная протяжка) — процесс обработки металлов давлением, заключающийся в удлинении заготовки или её части за счёт уменьшения площади поперечного сечения или толщины стенки.
Протяжку производят последовательными ударами или нажатиями на отдельные участки заготовки, примыкающие один к другому, с подачей заготовки вдоль оси протяжки и поворотами её на 90° вокруг этой оси. При каждом нажатии уменьшается высота сечения, увеличивается ширина и длина заготовки. При протяжке полой заготовки происходит уменьшение толщины её стенок. Общее увеличение длины равно сумме приращений длин за каждое нажатие, а уширение по всей длине одинаково. Если заготовку повернуть на 90° вокруг горизонтальной оси и повторить протяжку, то уширение, полученное в предыдущем проходе, устраняется, а длина заготовки снова увеличивается. Чем меньше подача при каждом нажатии, тем интенсивнее удлинение. Однако при слишком малой подаче могут получиться зажимы.
От других методов обработки металлов давлением протяжка отличается многократностью периодичных обжатий, чем достигается улучшение механических свойтсв литого металла.
Протяжку применяют для получения поковок удлинённой формы для последующего изготовления валов, муфт и т. п.